# Miên Trúc
Miên Trúc (chữ Hán giản thể: (chữ Hán giản thể: 绵竹市) là một thành phố cấp phó địa khu thuộc địa cấp thị Đức Dương, tỉnh Tứ Xuyên, Cộng hòa Nhân dân Trung Hoa. Thành phố này có diện tích 1245 ki-lô-mét vuông, dân số năm 2002 là 510.000 người. Mã số bưu chính là 618200. Mã vùng điện thoại là 0838. Miên Trúc nằm ở thượng lưu Đà Giang, có nghề nấu rượu phát triển, trong đó có rượu Kiếm Nam Xuân nổi tiếng. Thời kỳ đầu Tây Hán lập huyện Miên Trúc, trong huyện có sông Miên Thủy (ngày nay là sông Miên Viễn), hai bên bờ có nhiều tre nên đặt tên là Miên Trúc. Thời Tam Quốc, con Gia Cát Lượng là Gia Cát Chiêm, cháu Gia Cát Lượng là Gia Cát Thượng trấn thủ ở đây nhưng sau đó bị quân của Đặng Ngải đánh bại và giết chết. Thời nhà Tấn, thời kỳ Nam Bắc Triều chia thành hai huyện Dương Tuyền và Tấn Hi. Thời nhà Tùy nhập lại thành huyện Miên Trúc. Năm 1996, lập thành phố trên cơ sở huyện này. 